# دا قرين
دا قرين (بالإنجليزية: Da Grin)‏ هو موسيقي نيجيري، ولد في 21 أكتوبر 1987 في ولاية أوغون في نيجيريا، وتوفي في 23 أبريل 2010 في لاغوس في نيجيريا بسبب حادث مرور.

## وصلات خارجية
- دا قرين على موقع ميوزك برينز (الإنجليزية)
- دا قرين على موقع ميوزك برينز (الإنجليزية)